# Université de Perpignan
Université de Perpignan – francuski uniwersytet w Perpignan w Langwedocji-Roussillon, założony w 1349 roku.

## Historia
Król Piotr IV Aragoński założył pierwszy uniwersytet w Perpignan w 1349 roku. Była to druga uczelnia założona w Koronie Aragonii po Uniwersytecie w Lleidzie, założonym w 1300 roku. Miasto Perpignan było do roku 1344 stolicą Królestwa Majorki, które przyłączono do Korony Aragonii. Piotr IV przez utworzenie uczelni chciał zrekompensować miastu utratę jego stołecznej rangi. Pod koniec XIV wieku Université de Perpignan Via Domitia stał się jednym z 25 uniwersytetów na świecie, uczącąc ponad 400 studentów (głównie z Katalonii) medycyny, prawa i sztuki. Pomimo popadania w zapomnienie, uniwersytet funkcjonował w całym średniowieczu i epoce nowożytnej. Królestwo Francji dokonało aneksji Perpignan w ramach pokoju pirenejskiego w roku 1659, co miało wpływ na dobór kadry naukowej, która ograniczała się do obywateli Roussillon.

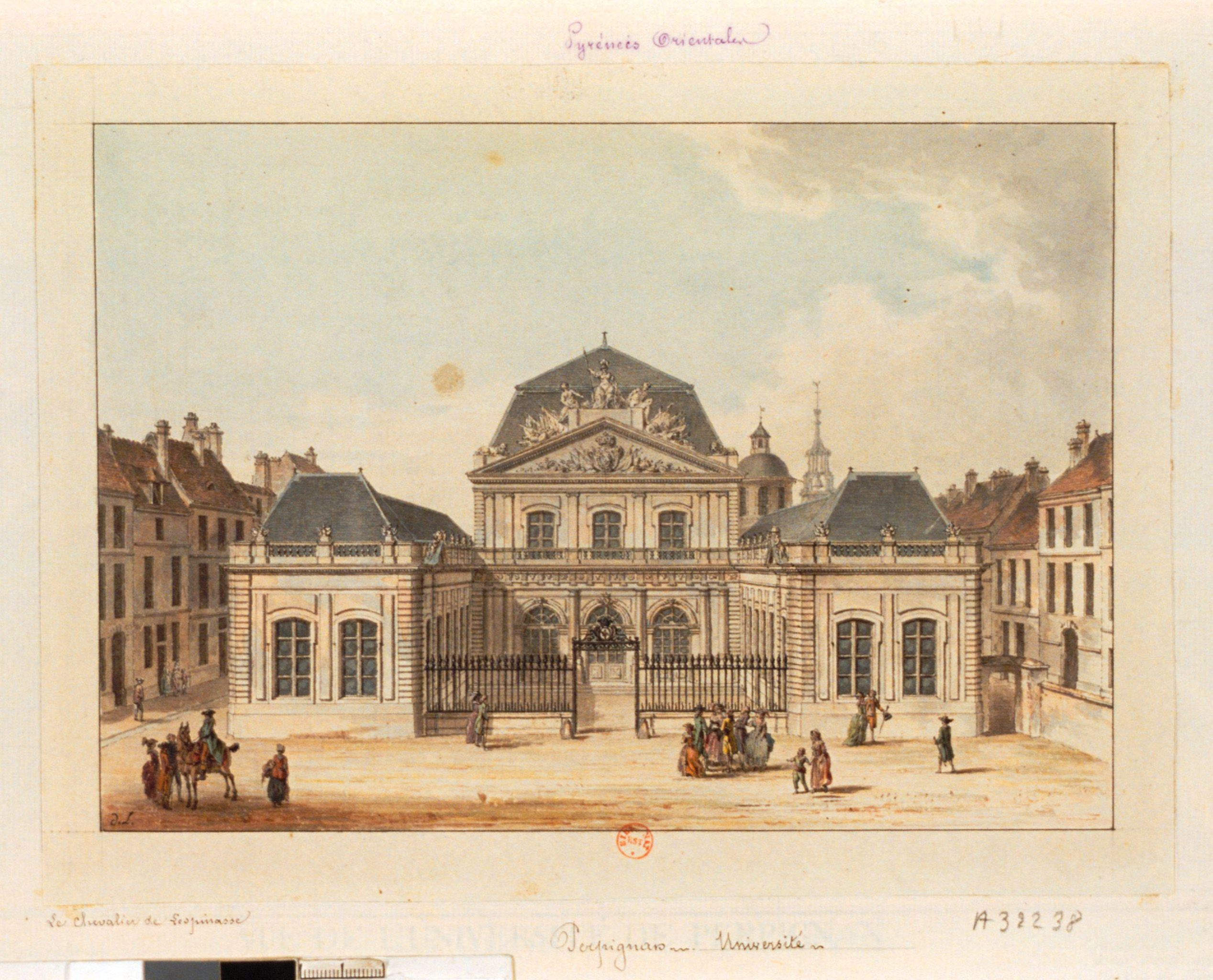
Uniwersytet w Perpignan w 1780

Augustin-Joseph de Mailly dokonał renowacji budynków uniwersyteckich między 1760 a 1763 rokiem oraz zbudował nowe. 31 marca 1759 roku król Ludwik XV określił zasady i tryb przeprowadzenia renowacji uczelni. Następnie rząd 7 września 1759 roku ustalił listę istotnych przepisów, uzgodnionych na sfinansowanie prac. W tym samym roku podjęto decyzję o budowie nowych budynków na potrzeby Uniwersytetu. 
Uniwersytet przestał funkcjonować w 1794 roku. W jego budynkach istniała biblioteka miejska, a także muzeum sztuk pięknych. W 1808 roku Uniwersytet nie znalazł się na liście wyznaczonych w dekrecie Napoleona większych miast, mających być siedzibą uniwersytetów. 
Trwałość pamięci utraconej przez Uniwersytet odegrała istotną rolę w odtwarzaniu szkolnictwa wyższego w Perpignan w 1950 roku. 
Podczas posiedzenia Wydziału Literatury Université Montpellier 1 zaakceptowano projekt utworzenia Uniwersytetu. Rada Generalna postanowiła nabyć 20 hektarów ziemi, a następnie sprzedać na rzecz państwa na budowę budynków uniwersyteckich. W 1979 roku ponownie założono Uniwersytet, zarządzany przez Radę Dyrektorów, pod przewodnictwem rektora wybieranego przez Radę.
13 stycznia 2010 roku chiński student Uniwersytetu w Perpignan zamordował jedną osobę i ranił co najmniej trzy. Ofiarą śmiertelną była sekretarka Wydziału Nauk Humanistycznych i Społecznych Uniwersytetu. W tym dniu uczelnia została zamknięta. Prezydent Francji, Nicolas Sarkozy, podziękował za odwagę wykładowcom i studentom, którzy pomogli schwytać mordercę.

## Program dydaktyczny
Uczelnia posiada akredytację studiów licencjackich, magisterskich i doktoranckich na następujących wydziałach: 
- Wydział Nauk Humanistycznych i Społecznych (LSH)
- Wydział Nauk Prawnych i Ekonomicznych (SJE)
- Międzynarodowy Wydział Prawa Porównawczego (Państwa Frankofońskie) (FIDEF)
- Międzynarodowy Wydział Turystyki i Hotelarstwa (THI)
- Wydział Nauk Ścisłych i Eksperymentalnych (EES)
- Uniwersytecki Instytut Technologii (IUT)
- Instytut Administracji Biznesowej (IAE)
- Francusko-Kataloński Instytut Transgraniczny (ITTC)[4]